# Ямамідзу-Мару
Ямамідзу-Мару (Yamamizu Maru) — транспортне судно, яке під час Другої світової війни брало участь у операціях японських збройних сил на Тихому океані.
Судно спорудили в 1943 році на верфі компанії Mitsubishi у Йокогамі для Yamashita Kisen.
27 березня 1944-го судно, що не мало охорони, перебувало у західній частині Яванського моря за чотири сотні кілометрів на північний схід від Батавії (Джакарти). Тут його виявив і потопив американський підводний човен USS Hake.